# Ben Browder
Robert Benedict "Ben" Browder (Memphis, Tennessee; 11 de diciembre de 1962) es un actor y escritor estadounidense, conocido por interpretar a John Crichton en Farscape y a Cameron Mitchell en Stargate SG-1. 

## Biografía

### Primeros años
Originario de Memphis, Tennessee, Browder creció en Charlotte, Carolina del Norte. Sus padres eran dueños y corredores de automóviles de carreras. Cursó sus estudios superiores en la Universidad de Furman en Greenville, Carolina del Sur titulándose en psicología y fue un jugador estrella en el equipo de Fútbol americano de la Universidad de Furman. Browder conoció a su esposa, la actriz Francesca Buller, cuando se encontraba estudiando en la "Central School of Speech and Drama" en Londres.

### Carrera artística
Browder apareció como personaje invitado en la serie de televisión estadounidense, Party of Five como Sam Brody en la tercera temporada durante 1997. Browder y Buller se mudaron con sus dos hijos a Australia durante la producción de la serie Farscape (1999-2002), en la que Browder protagonizaba al astronauta estadounidense John Crichton. Buller tuvo varias participaciones como estrella invitada en dicha serie. Ambos regresaron a los Estados Unidos en el año 2003 después de la cancelación de Farscape. Recibió dos Premios Saturn como Mejor Actor de Televisión por su participación en Farscape. También participó en la cinta de 2004 A Killer Within, coprotagonizando con C. Thomas Howell y Sean Young. También en 2004, él representó al actor Lee Majors en la película de televisión Behind the Camera: The Unauthorized Story of Charlie's Angels. 
Regresó ese mismo año como John Crichton en la miniserie de SciFi Channel, Farscape: The Peacekeeper Wars. Esta miniserie retomó el argumento original de Farscape, dejando a su vez abierta la posibilidad de futuras aventuras.
En noviembre de 2004 se lanza al mercado el audiolibro Interlopers, una novela escrita por Alan Dean Foster y narrada por Browder.
En enero de 2005, Browder prestó su voz al personaje de Bat Lash en un episodio de la serie animada Liga de la Justicia Ilimitada titulado "La única cosa del futuro, Primera Parte: Extraños Cuentos del Oeste".
Browder regresó a SciFi Channel tan pronto como se unió al reparto de Stargate SG-1 en su novena temporada en el 2005. Él hizo el papel del Lugarteniente Coronel Cameron Mitchell, el nuevo líder del equipo SG-1. La anterior coestrella de Browder en Farscape, Claudia Black apareció en Stargate SG-1 en el episodio de la octava temporada titulado "Prometheus Unbound", siendo recurrente durante los primeros episodios de la novena temporada antes de volverse un miembro regular del reparto de la serie al inicio de la décima temporada en 2006. En varios de los episodios de Stargate SG-1, más notablemente en "200", hay alusiones cómicas a Farscape durante las participaciones conjuntas de Browder y Black en la serie.
De acuerdo con IMDb, Browder se encuentra actualmente rodando la nueva película 'Partners', que trata acerca de dos detectives del Departamento de Policía de Nueva York trabajando juntos tratando de restaurar el orden y el equilibrio en las calles de Brooklyn.

## Filmografía

### Como protagonista
| Año  | Título                                                          | Rol                               | Notas                    |
| 1978 | Duncan's World                                                  | Gates                             |                          |
| 1990 | Memphis Belle                                                   | Rookie Captain                    |                          |
| 1991 | Daughters of Privilege                                          | Randy                             | TV                       |
| 1991 | A Kiss Before Dying                                             | Tommy Roussell                    |                          |
| 1992 | The Boys of Twilight                                            | Tyler Clare                       | TV Series                |
| 1992 | Secrets                                                         | Bill Warwick                      | TV                       |
| 1995 | Big Dreams & Broken Hearts: The Dottie West Story               | Al Winters                        | TV                       |
| 1996 | Innocent Victims                                                | Gary Eastburn                     | TV                       |
| 1997 | Nevada                                                          | Shelby                            |                          |
| 1997 | Steel Chariots                                                  | D.J. Tucker                       | TV                       |
| 1997 | Bad to the Bone                                                 | Brent                             | TV                       |
| 1998 | The Sky's On Fire                                               | Racer                             | TV                       |
| 1998 | Boogie Boy                                                      | Freddie                           |                          |
| 1999 | Farscape (1999 - 2003)                                          | John Crichton                     | Serie de TV              |
| 2002 | Farscape: The Game                                              | John Robert Crichton, Jr. (voice) | Videojuego               |
| 2004 | Behind the Camera: The Unauthorized Story of 'Charlie's Angels' | Lee Majors                        | TV                       |
| 2004 | A Killer Within                                                 | Sam Moss                          | Película en DVD          |
| 2004 | Farscape: The Peacekeeper Wars                                  | John Crichton                     | TV                       |
| 2005 | Stargate SG-1                                                   | Teniente coronel Cameron Mitchell | (2005 -2007) Serie de TV |
| 2008 | Stargate: El Arca de la Verdad                                  | Teniente coronel Cameron Mitchell | Película en DVD          |
| 2008 | Stargate: Continuum                                             | Coronel Cameron Mitchell          | Película en DVD          |

### Como actor invitado
| Año    | Título                                   | Rol               | Episodio                                                     |
| 1993   | "Grace Under Fire"                       | Eric              | 1.3 "Grace Undergraduate"                                    |
| 1994   | "Melrose Place"                          | Adam              | 2.25 "The Two Mrs. Mancinis"                                 |
| 1994   | "Thunder Alley"                          | Marcus            | 1.4 "Girls' Night Out"                                       |
| 1994   | "Murder, She Wrote"                      | Ollie Rudman      | 11.9 "Murder By Twos"                                        |
| 1996   | "Strangers"                              | Eric              | 1.3 "My Ward, My Keeper"                                     |
| 1996   | "Party of Five"                          | Sam Brody         | 3.9 "Gimme Shelter" through 3.12 "Desperate Measures"        |
| 1997   | "Party of Five"                          | Sam Brody         | 3.14 "Life's Too Short" through 3.19 "Point of No Return"    |
| 2000   | "Politically Incorrect with Bill Maher"  | Himself           | videoclip                                                    |
| 2001   | "The Late Late Show with Craig Kilborn"  | Himself           | videoclip                                                    |
| 2003   | "CSI: Miami"                             | Danny Maxwell     | 1.22 "Tinder Box"                                            |
| 2004   | "The Late Late Show with Craig Ferguson" | Himself           | videoclip                                                    |
| 2005   | Justice League Unlimited                 | Bat Lash (voz)    | 3.12 "The Once and Future Thing: Weird Western Tales: Part 1 |
| 2012   | Chuck                                    | Ron               | "Chuck vs. The Bullet Train"                                 |
| 2012   | Doctor Who                               | Isaac             | Un pueblo llamado Misericordia Temporada 7, Episodio 3       |
| 2012 - | Arrow                                    | Ted Gaynor        | Personaje recurrente                                         |
| 2016   | Outlaws and Angels                       | George Tildon     | "film"                                                       |
| 2017   | Guardianes de la Galaxia vol. 2          | Sovereign Admiral | "film"                                                       |

### Escritor
| Año  | Título          | Notas                                           |
| 1999 | "Farscape"      | Episodio de la serie de TV "Green-Eyed Monster" |
| 1999 | "Farscape"      | Episodio de la serie de TV "John Quixote"       |
| 2007 | "Stargate SG-1" | Episodio de la serie "Bad Guys" (script)        |